# Tullgrenius vachoni
Espèce
Tullgrenius vachoni est une espèce de pseudoscorpions de la famille des Atemnidae.

## Distribution
Cette espèce est endémique d'Inde.

## Étymologie
Cette espèce est nommée en l'honneur de Max Vachon.

## Publication originale
- Murthy, 1962 : On the genus Tullgrenius Chamberlin (Chelonethi) with the description of a new species. Bulletin of Entomology, Madras, no 3, p. 62-65.